# Burni Lung
Burni Lung är ett berg i Indonesien.   Det ligger i provinsen Sumatera Utara, i den västra delen av landet, 1 500 km nordväst om huvudstaden Jakarta. Toppen på Burni Lung är 1 310 meter över havet, eller 54 meter över den omgivande terrängen. Bredden vid basen är 0,85 km.
Terrängen runt Burni Lung är kuperad. Trakten runt Burni Lung är nära nog obefolkad, med mindre än två invånare per kvadratkilometer. I omgivningarna runt Burni Lung växer i huvudsak städsegrön lövskog.